# Thorens-Glières
Thorens-Glières é uma ex-comuna francesa na região administrativa da Alta Saboia, região de Auvérnia-Ródano-Alpes. Sua área era de 63,05 km². Em 2010 a comuna tinha 9 564 habitantes (densidade: 151,7 hab./km²).
Em 1 de janeiro de 2017 foi fundida com as comunas de Aviernoz, Évires, Les Ollières e Saint-Martin-Bellevue para a criação da nova comuna de Dhuys-et-Morin-en-Brie.